# 林貴彬
林貴彬（1978年10月21日—），台湾職業足球員，司職中場，現已退役。

## 國家隊出賽記錄
- 2000年夏季奥林匹克运动会[2]
- 2000年亞足聯亞洲盃外圍賽[2]
- 2004年亞足聯亞洲盃外圍賽[2]
- 2003年東亞足球錦標賽[2]
- 2005年東亞運動會[2][3]
- 2006年國際足總世界盃外圍賽[2][4]
- 2008年亞足聯挑戰盃[2]